# Gardenia (telenovela)
Gardenia es una telenovela venezolana, protagonizada por Caridad Canelón y Orlando Urdaneta. Escrita por Leonardo Padrón Esta novela fue transmitida por el canal venezolano RCTV en el año 1990. "Gardenia" estaba basada en el unitario "Buen corazón" al cual se le empató "Rosario" una antigua novela de Delia Fiallo, pero se considera una versión libre de esta novela, pues tuvo muchos cambios que la convirtieron prácticamente en una novela nueva.

## Sinopsis
Gardenia Montiel (Caridad Canelón) y Simón Echevarri (Orlando Urdaneta) coinciden después de un año de haber enfrentado un dramático encuentro en un hospital, donde sus respectivos hijos se debatían al borde de la muerte. Ella ha regresado a enfrentarse con su padre, un expolítico con quien se enemistara años atrás a causa de su embarazo, quien ahora se encuentra enfermo y abandonado. Simón, un piloto que olvida su soledad contemplando desde el aire la exótica belleza de su país, no olvida que en un gesto de generosidad donó el corazón de su hijo a la hija de Gardenia, la mujer que ahora le muestra el rostro del amor definitivo.

## Elenco
- Caridad Canelón - Gardenia Montiel
- Orlando Urdaneta - Simón Echevarri
- Tomás Henríquez + - Dr. Iturriza
- Claudia Venturini
- Carlota Sosa - Yolanda Urbaneja
- Cecilia Villarreal - Fernanda Galdós
- José Oliva + - Víctor Echevarri
- Jorge Palacios - Eduardo Cortéz
- Haydée Balza
- Coraima Torres - Lucía Montiel
- Sonya Smith - Margarita
- Gledys Ibarra
- Henry Soto
- Leopoldo Regnault
- Eliseo Perera + - León José Araujo Méndez
- Romelia Agüero - Asunción
- Iván Romero - Sultán (Guardaespaldas)
- Elisa Parejo
- Kiko Mendive +
- Julio Mota
- Pedro Marthan - Zacarías Montiel
- Leonardo Oliva - Sebastián Rivas
- Miguel Ángel Pérez
- Guillermo Ferrán - Astor Buenaventura
- Enrique Ibáñez - Guillermo Enrique Araujo
- Virgilio Galindo + - Próspero Capote
- Mimí Sills - Aurora Echevarri
- Martha Mijares
- Pierina Kutlesa
- Jeanette Flores - Sofía
- Soraya Sanz
- Frank Valera
- Lolimar Sánchez
- Amílcar Rivero
- Franklin Virgüez
- Carlos Sicilia - Él mismo

- Datos: Q28517364